# Megachile albopunctata
Megachile albopunctata är en biart som beskrevs av Jörgensen 1909. Megachile albopunctata ingår i släktet tapetserarbin, och familjen buksamlarbin. Inga underarter finns listade i Catalogue of Life.